# ماريا ماندل
ماريا ماندل (بالألمانية: Maria Mandl)‏ - (10 يناير 1912 - 24 يناير 1948) من مواليد النمسا ومن القيادات النسوية النازية في الوحدة الوقائية (SS) كما اعتلت المراكز المتقدمة في صفوف قيادات معسكر اعتقال «اشويتز بيركناو» وينسب إليها موت قرابة 500,000 من النساء المعتقلات.

## عملها
كان يعرف عنها تفانيها في عملها وشدة ذكائها وقسوتها وتلذذها في اضطهاد المعتقلين، وكان المساجين يعرفونها بلقب «المتوحشة» لاستمتاعها باقتياد النساء والأطفال إلى «غرف الغاز» ليتم إبادتهم. كما كان يعرف عنها شغفها بالموسيقى الكلاسيكية واهتمامها بعازفات الموسيقى بمعسكر «اشويتز» سيّء الذكر، كانت تأمر الفرقة الموسيقية بالعزف عند اقتياد المساجين الجدد ليلاقوا حتفهم، وكما كانت الفرقة الموسيقية تعزف عندما يتم انتقاء الضعاف من النساء والأطفال ليلاقوا حتفهم في غرف الغاز .

## اعتقالها
في 10 أغسطس 1945 تم إلقاء القبض عليها من قِبل الجيش الأمريكي وفي نوفمبر 1946 تم تسليمها للحكومة البولندية وفي نوفمبر من العام التالي بدأت محاكمة «ماريا» في مدينة «كراكوف» البولندية.

## النهاية
استمرت المحكمة بضعة أشهر من المداولات وقضت بإعدام المتهمة «ماريا ماندل» شنقا عن دورها في اختيار النساء والأطفال ليساقوا إلى غرفة الغاز لإعدامهم، ولإسهامها مع الأطباء النازيين في ممارسة تجاربهم الطبية على المساجين وأخيراً لقسوتها المفرطة بحق المساجين.

## مرجع
- ماريا ماندل من موقع «اشويتز»
- ماريا ماندل من الموسوعة الإنجليزية